# 브릭스 게임

브릭스 국가들의 위치

브릭스 게임(BRICS Games)은 브릭스 국가들이 매년 주최하는 종합 스포츠 경기 대회이다. 이 행사는 일반적으로 해당 연도에 그룹을 주관하는 국가가 주최한다.

## 배경
2016년 고아주에서 17세 이하 축구협회 예비 브릭스 토너먼트가 열린 후, 2017년 중화인민공화국 광저우시에서 첫 번째 종합 스포츠 브릭스 토너먼트가 열렸다. 첫 번째 게임은 배구, 우슈, 타오루 스포츠로 구성되었다.
다음 경기는 2018년 요하네스버그에서 열렸으며, 남녀 배구와 여자 축구로 구성되었다. 2019년부터 2021년까지는 개최되지 않았다.
2021년 브릭스 게임은 인도가 주최할 예정이었고 같은 해에 예정된 켈로 인도 게임과 연계될 예정이었다. 이 발표는 BRICS 국가 스포츠 장관 회의에서 인도 스포츠 청소년부 장관 키렌 리지주(Kiren Rijiju)가 발표했다. 인도는 2021년 5개국 독립 국제 그룹의 의장직을 맡았다. 이 게임은 2021년 켈로 인도 게임과 같은 시간, 같은 장소에서 열릴 예정이었지만 결국 코로나19 범유행의 여파로 인하여 성사되지 못했다.
2022년 행사는 중국이 주최했지만 중국의 제로코비드(제로코로나) 정책으로 인해 온라인으로 개최되었다. 2023년 행사는 남아프리카 공화국이 10월에 조직하여 더반에서 개최되었다. 러시아는 2024년 행사를 카잔에서 개최했다.